# クイズ!新明解国語辞典
『クイズ!新明解国語辞典』（クイズ しんめいかいこくごじてん）は、TBS系列で2011年12月28日に放送された特別番組。MCは関ジャニ∞の村上信五。

## 概要
本番組は、2011年12月1日に発売された三省堂『新明解国語辞典 第七版』をもとにしたクイズ番組。
アナウンサーチームVS弁護士チームで対決した後に、勝者が明解王チームと対決する形式となる。
2011年12月29日（木曜日）0:55 - 1:55（JST）に第1回が放送された。

## 出演者
- 村上信五（関ジャニ∞） - MC
- 田中みな実（当時TBSアナウンサー） - 進行

## 放送内容
第1回（2011年12月29日）
アナウンサーチーム
- 辻よしなり
- 政井マヤ
- 町亜聖
- 宮川俊二
- 山中秀樹

弁護士チーム
- 清原博
- 柴田真希
- 角田龍平
- 藤原家康
- 本村健太郎

明解王チーム
- 宇治原史規
- 菊川怜
- やくみつる
- ラリー遠田
- ロバート・キャンベル

## スタッフ
- 企画・構成：福岡秀広
- 構成：清松勝彦、石津聡、江藤美明
- クイズ作成：ライターズ・オフィス
- ナレーター：斎藤哲也
- TM：長谷川晃司
- TD：寺尾昭彦
- VE：下山剛司
- CC：中村年正
- MIX：渡邉学
- LD：伊倉邦夫
- EED：波江野剛
- MA：山下諒
- 技術協力：オムニバス・ジャパン
- 美術プロデューサー：中原茂樹
- デザイン：中村嘉邦
- 美術制作：渡邊秀和
- 装置：藤満達郎
- 操作：田村勝行
- メカシステム：庄子泰広
- 電飾：芹沢茂明
- 装飾：野呂利勝
- 衣裳：岡崎貴子
- メイク：吉田謙二
- CG：堀内信吾
- TK：鈴木裕恵
- 音効：梅津承子
- 編成：渡辺信也
- 宣伝：河野裕之
- 美術協力：アックス
- 協力：三省堂
- AD：林広太郎、宮崎李那、近藤倫明
- AP：岩崎ゆかり
- ディレクター：安池薫
- 演出：竹山耕太郎
- プロデューサー：神田祐子
- チーフプロデューサー：近藤誠
- 総合演出：正木敦
- 制作協力：ドリマックス・テレビジョン、THE WORKS
- 制作：TBSテレビ制作局制作1部
- 製作著作：TBS